# Siegerland-Höhenring
Der Siegerland-Höhenring ist ein etwa 142 (lt. SGV Freudenberger Land 143,6) Kilometer langer Wanderweg, der ungefähr den Altkreis Siegen und einige Gemeinden des Oberkreises Altenkirchen umrundet.

## Verlauf
An den Grenzen der Städte Freudenberg, Kreuztal und Hilchenbach zum Kreis Olpe – und damit zwischen dem Siegerland und dem Sauerland – verläuft der Wanderweg unweit der Ruhr-Sieg-Wasserscheide zugleich entlang der Landhecke, um dann, im Uhrzeigersinn beschrieben, von der Oberndorfer Höhe  an, nördlich des Helberhauser Schlags und der Ferndorfquelle, entlang der Rhein-Weser-Wasserscheide in Richtung Süden und bis Würgendorf-Wasserscheide streckengleich mit dem Rothaarsteig weitergeführt zu werden. Von seinem nördlichsten Punkt bei Welschen Ennest bis zum Dornbruch/Dollenbruch nördlich von Dahlbruch ist der Siegerland-Höhenring deckungsgleich mit dem Siegerlandweg. Nördlich von Hilchenbach-Lützel passiert der Wanderweg den zu Grund gehörenden Giller mit dem Gillerturm und die Ginsberger Heide. Zwischen Lützel und Hainchen wechselt der hier bei der Eisenstraße verlaufende Weg dann auf die Sieg-Lahn-Wasserscheide, um ihr im Wesentlichen bis ins südliche Kreisgebiet zu folgen. Benfe und Großenbach sind Zwischenstationen in Wittgenstein. Von Großenbach geht es westwärts zur Siegquelle und zur Eisenstraße zurück, von wo aus der Weg zunächst an der Ilmquelle entlang und zur Lahnquelle führt. Südlich und südöstlich der Lahnquelle verlaufen der Siegerland-Höhenring und der Rothaarsteig etwa einen Kilometer auf dem Europäischen Fernwanderweg E1. Südlich von Hainchen geht es in gut 100 Metern Entfernung an der links bzw. südöstlich liegenden Dillquelle vorbei. Von Wilgersdorf am Haigerer Industriegebiet Kalteiche bei Haigerseelbach vorbei, wo er die Bundesstraße 54 kreuzt, bis nach Würgendorf-Wasserscheide, verläuft der Siegerland-Höhenring einige Kilometer durch den hessischen Lahn-Dill-Kreis.
Von Wasserscheide führt der Weg zwischen Holzhausen und dem Hauptort Burbach ins Burbacher Gemeindegebiet hinein und wendet sich hinter Burbach-Lützeln dem Siegerland-Flughafen zu. An seinem südlichsten Punkt in Lippe vereinigt er sich erneut mit dem Europäischen Fernwanderweg E1, diesmal in dessen entgegengesetzte Wanderrichtung, um mit ihm zusammen, bis auf zwei kurze Unterbrechungen, bis Freusburg in nordwestlicher Richtung zu verlaufen und führt von Lippe aus, nach einem scharfen Knick nach Nordwesten, zunächst weiter über die Landesgrenze zu Rheinland-Pfalz in Richtung Herdorf, von wo aus es am Druidenstein vorbei und hinab nach Freusburg geht. Dort überquert er an seinem tiefsten Punkt an der Freusburger Mühle die Sieg. Weiter führt der Weg nordwärts und wieder aufwärts nach Niederfischbach, dann vorbei an Oberasdorf und Plittershagen nach Friesenhagen. Hierbei überquert er zweimal kurz hintereinander die Landesgrenze zwischen Rheinland-Pfalz und Nordrhein-Westfalen. Zwischen Hünsborn und der Passage von Scheiderwald decken sich der Wendener Rundweg und der Siegerland-Höhenring zumeist, verlaufen jedoch teilweise auch nebeneinander in dieselbe Richtung.

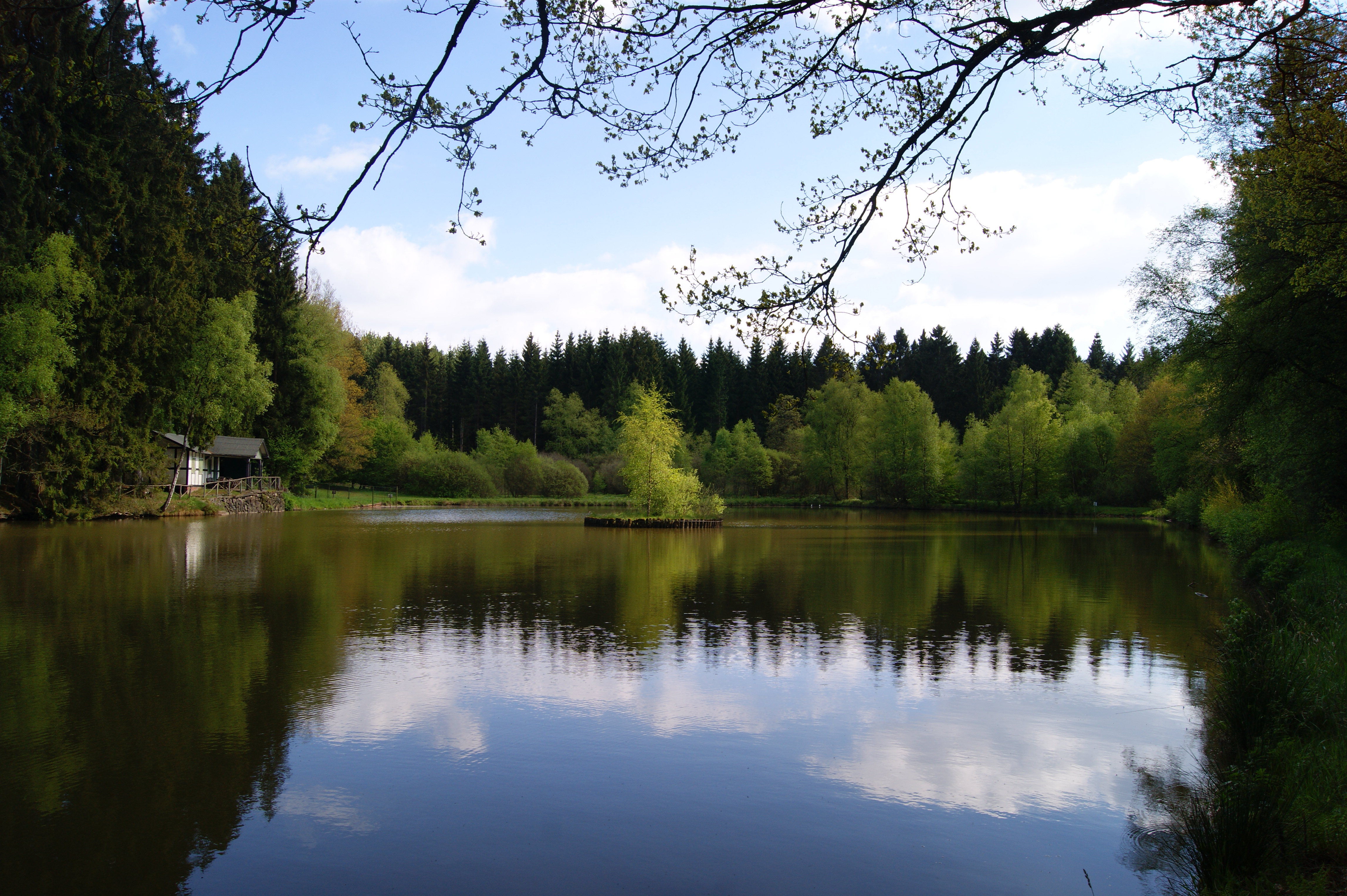
Naturschutzgebiet Dollenbruch
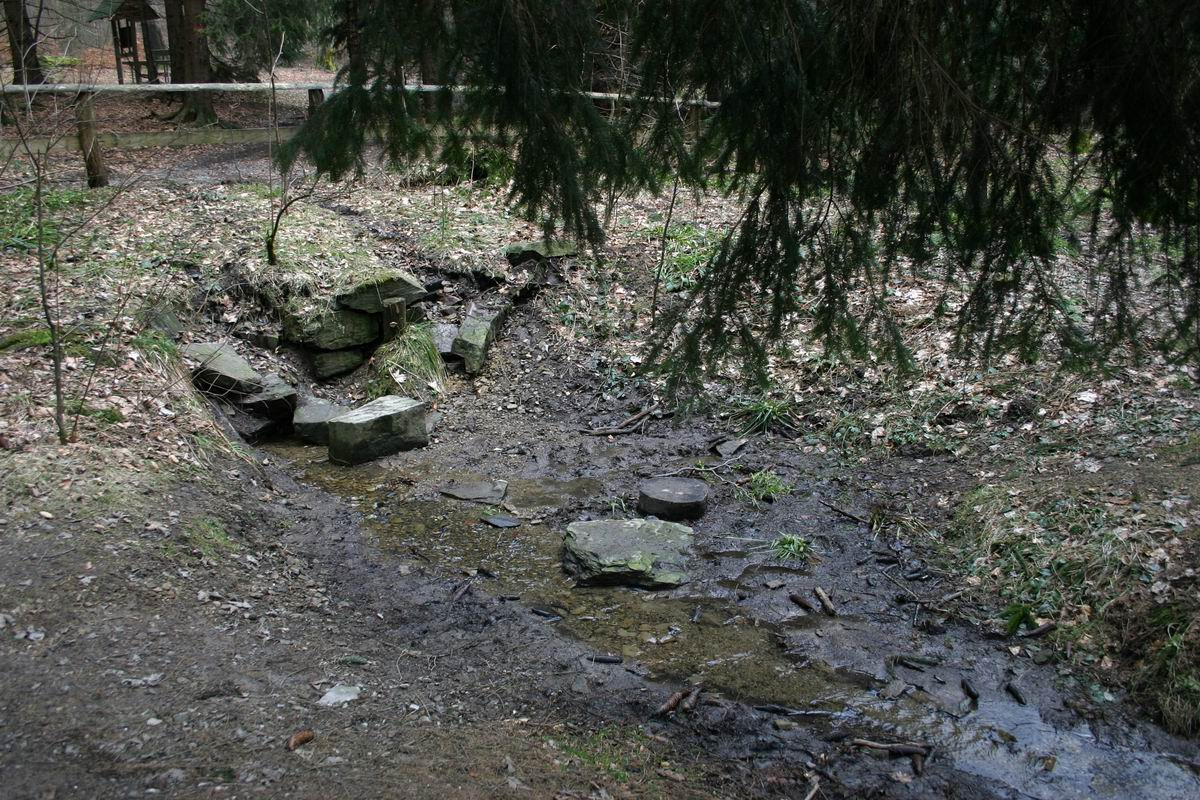
Ederquelle in der Nähe der Eisenstraße
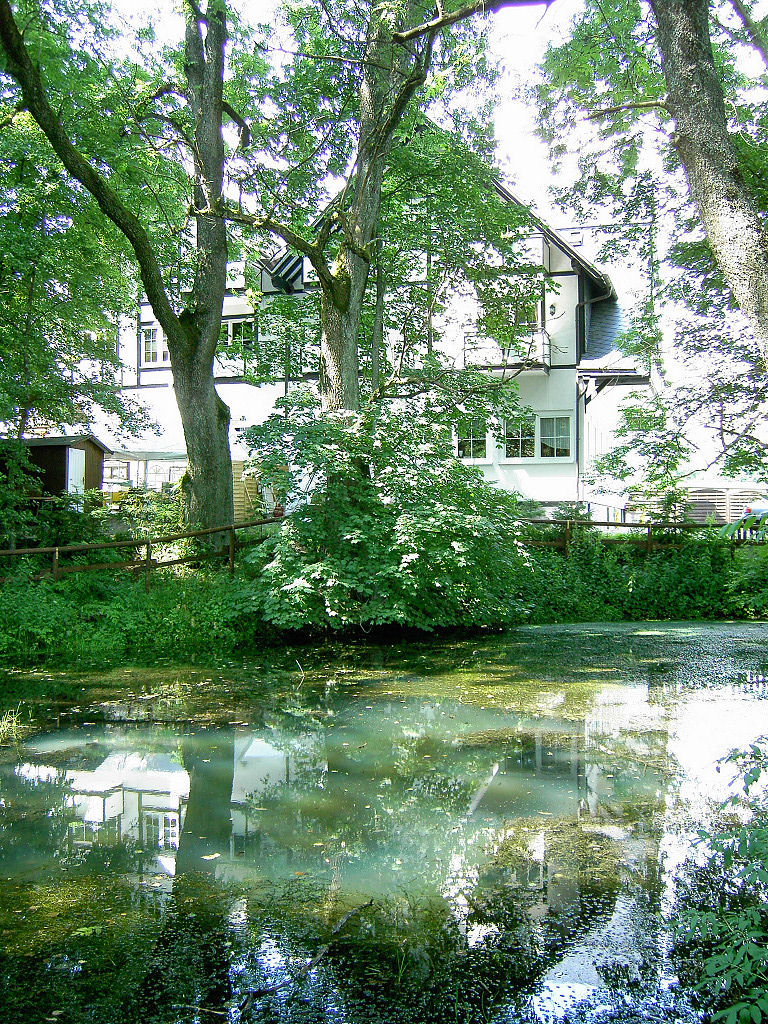
Lahnquelle und Lahnhof
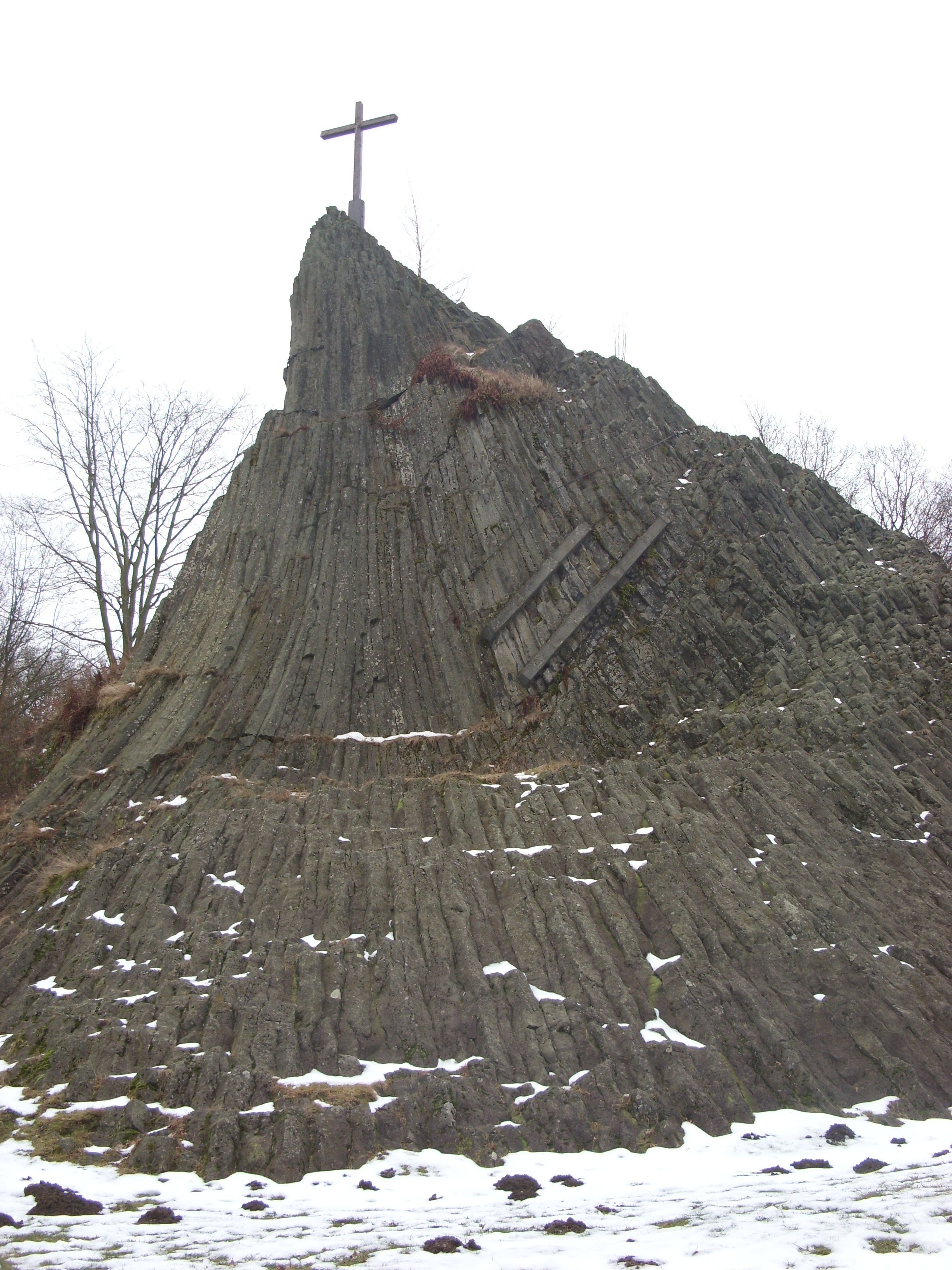
Druidenstein
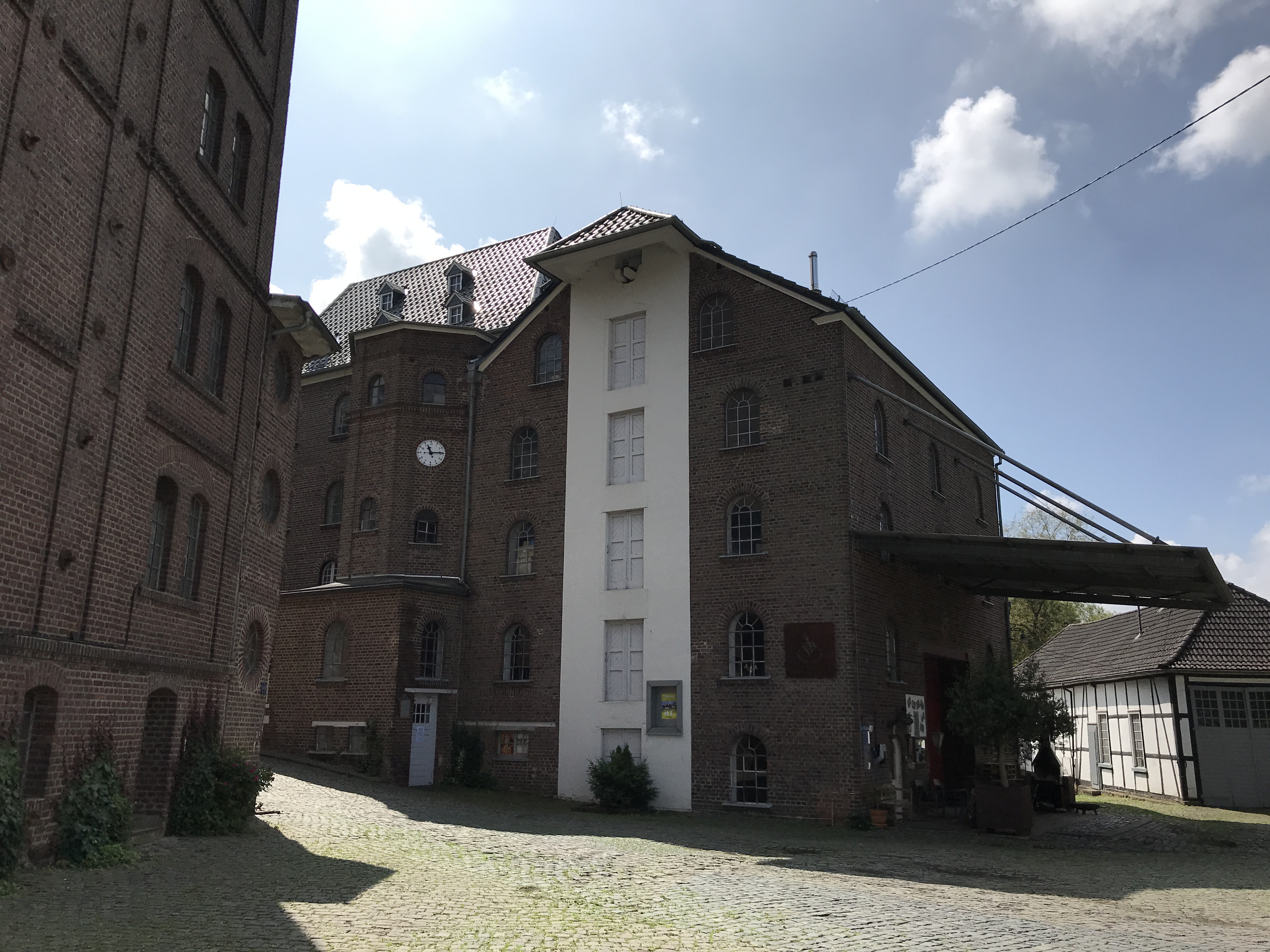
Freusburger Mühle

### Landmarken
Zwischen Altenwenden und Bockenbach unterquert der Siegerland-Höhenring die Hüttentalstraße (HTS), außerdem zwischen Altenkleusheim und der Krombacher Dicken Buche den HTS-Zubringer der Auffahrt Krombach. In Burgholdinghausen verläuft die Wegführung an der Littfequelle entlang, oberhalb Oberndorfs an der Quelle der Ferndorf und südlich der zu Hilchenbach gehörenden Siedlung Lützel unweit der Quellen von Eder, Sieg, Lahn und Ilse, außerdem am Ochsenborn entlang. Dabei wird mit dem Riemen in einiger Entfernung der höchste Berg des Siegerlandes passiert und der Hauptkamm des Rothaargebirges beschritten. Der Gillerturm liegt als Aussichtspunkt mit Sichtweiten von bei gutem Wetter über 60 Kilometern direkt am Siegerland-Höhenring. Auf dem benachbarten Giller findet jährlich im Frühjahr die regionale Großveranstaltung „KulturPur“ statt.
Am Jagdberg führt der Wanderweg in direkter Nachbarschaft des Gipfels des höchsten Berges des Lahn-Dill-Kreises und zweithöchsten Berges der Stadt Netphen vorbei. Am Industriegebiet Kalteiche wird nach einigen Metern gleicher Streckenführung die B 54 überquert und nordöstlich von Lippe der Siegerland-Flughafen passiert.
Das Wasserschloss Crottorf dient als letzte Ruhestätte der Gebeine der aus Ostpreußen stammenden Journalistin („Die Zeit“) Marion Gräfin Dönhoff.
Zwischen Oberholzklau und Hünsborn ist mit dem Holzklauer Schlag eine historische nassauische Zollstelle für Wareneinfuhr aus Kurköln rekonstruiert worden. Der Kreuztaler Stadtteil Krombach ist Sitz der nach dem Ort benannten absatzstärksten Privatbrauerei Deutschlands. Am Engelsberg zwischen Littfeld, Kruberg und Neuenkleusheim geht der Weg am Windrad Ewiger Fuhrmann vorbei, das zum Zeitpunkt seiner Erbauung 2000 das höchste der Welt war.

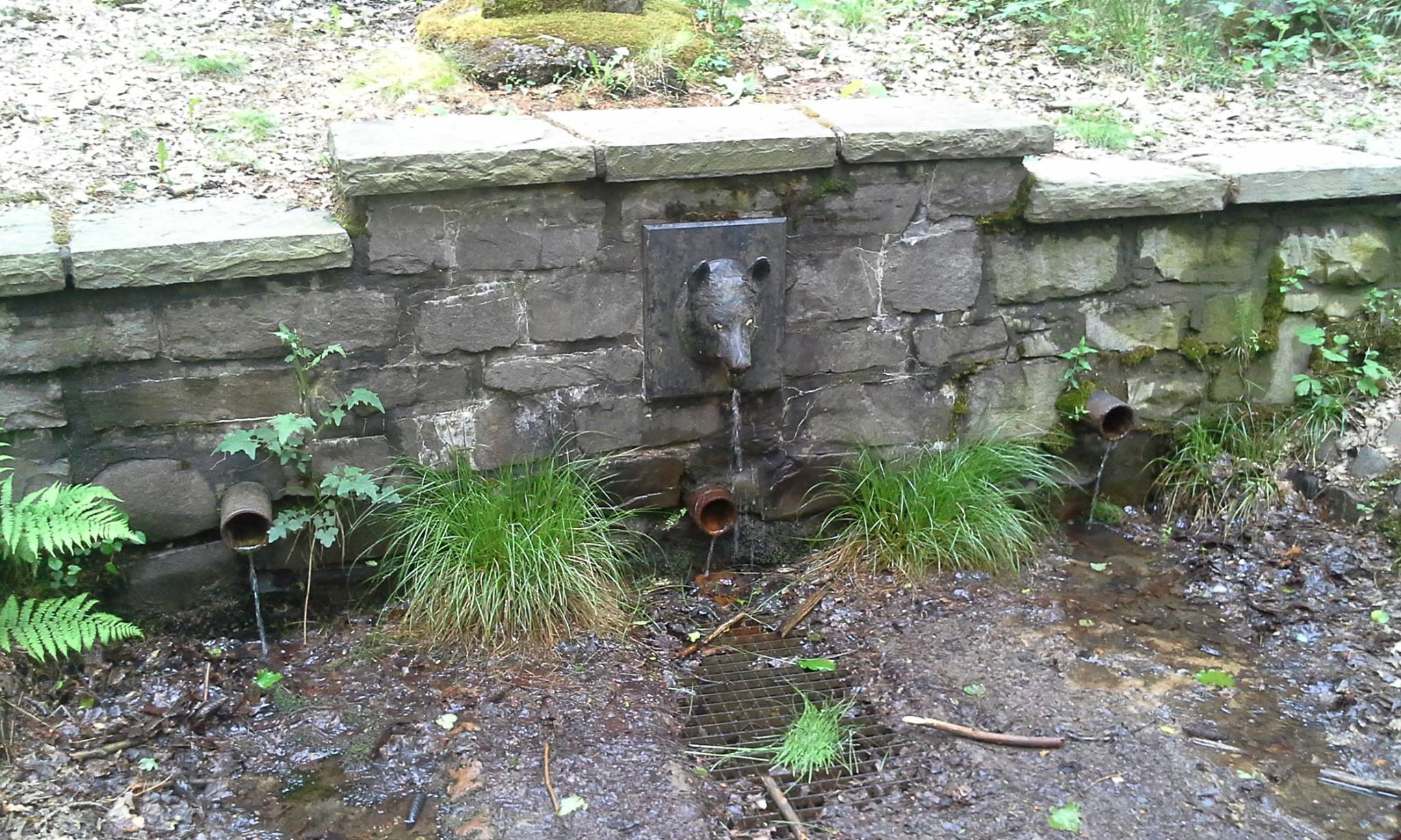
Littfequelle in Burgholdinghausen
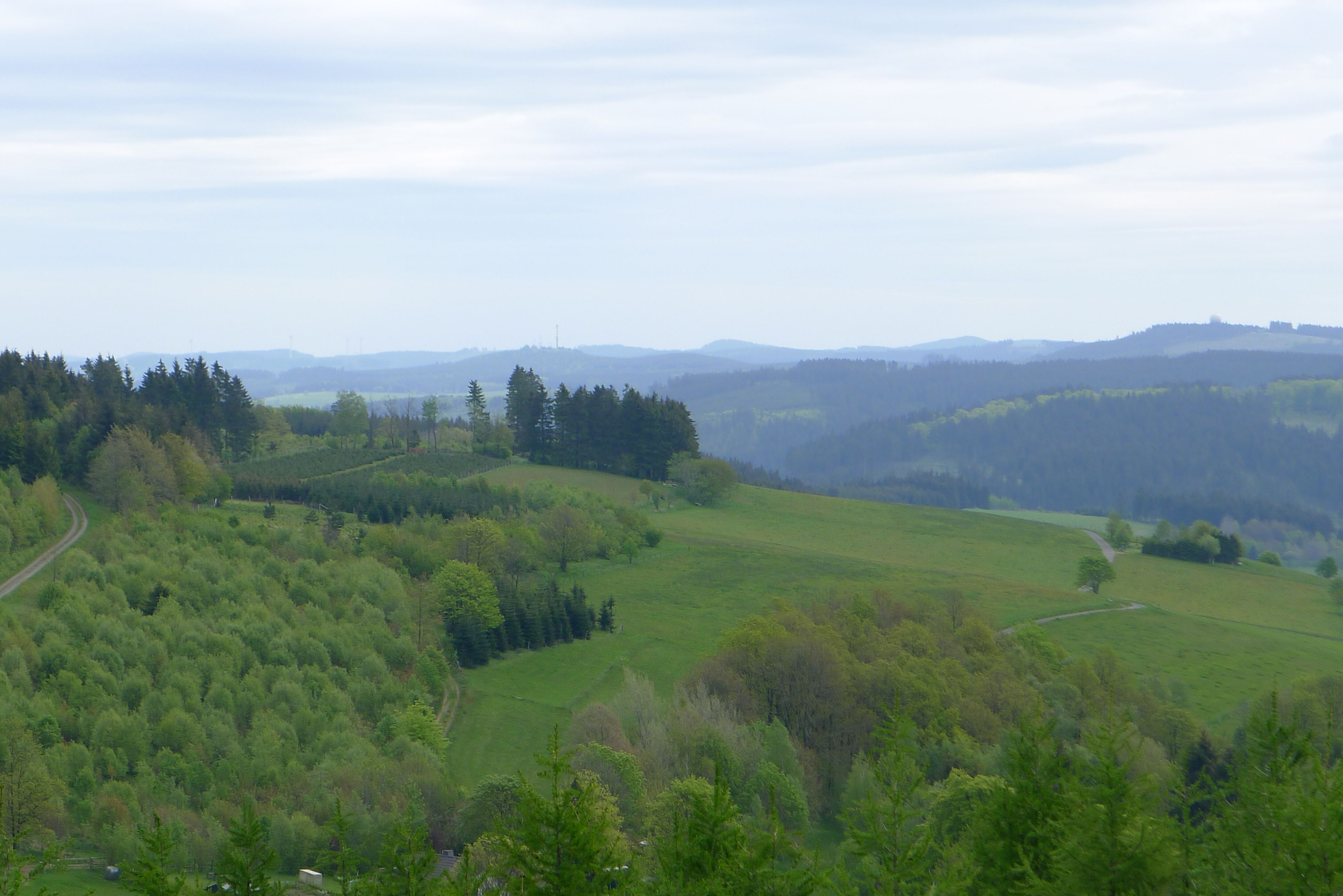
Blick vom Gillerturm über Lützel zum Ederkopf
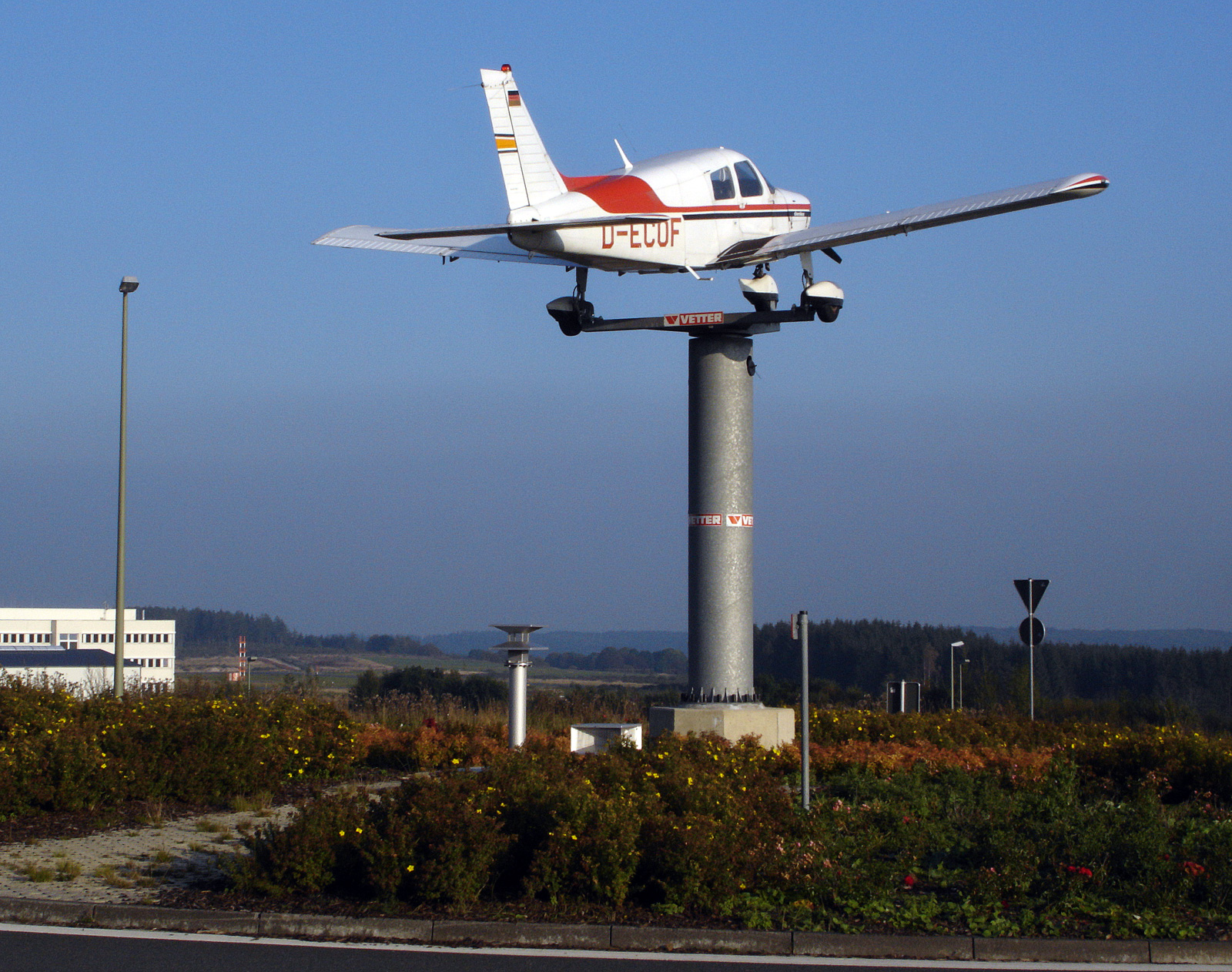
Siegerland-Flughafen
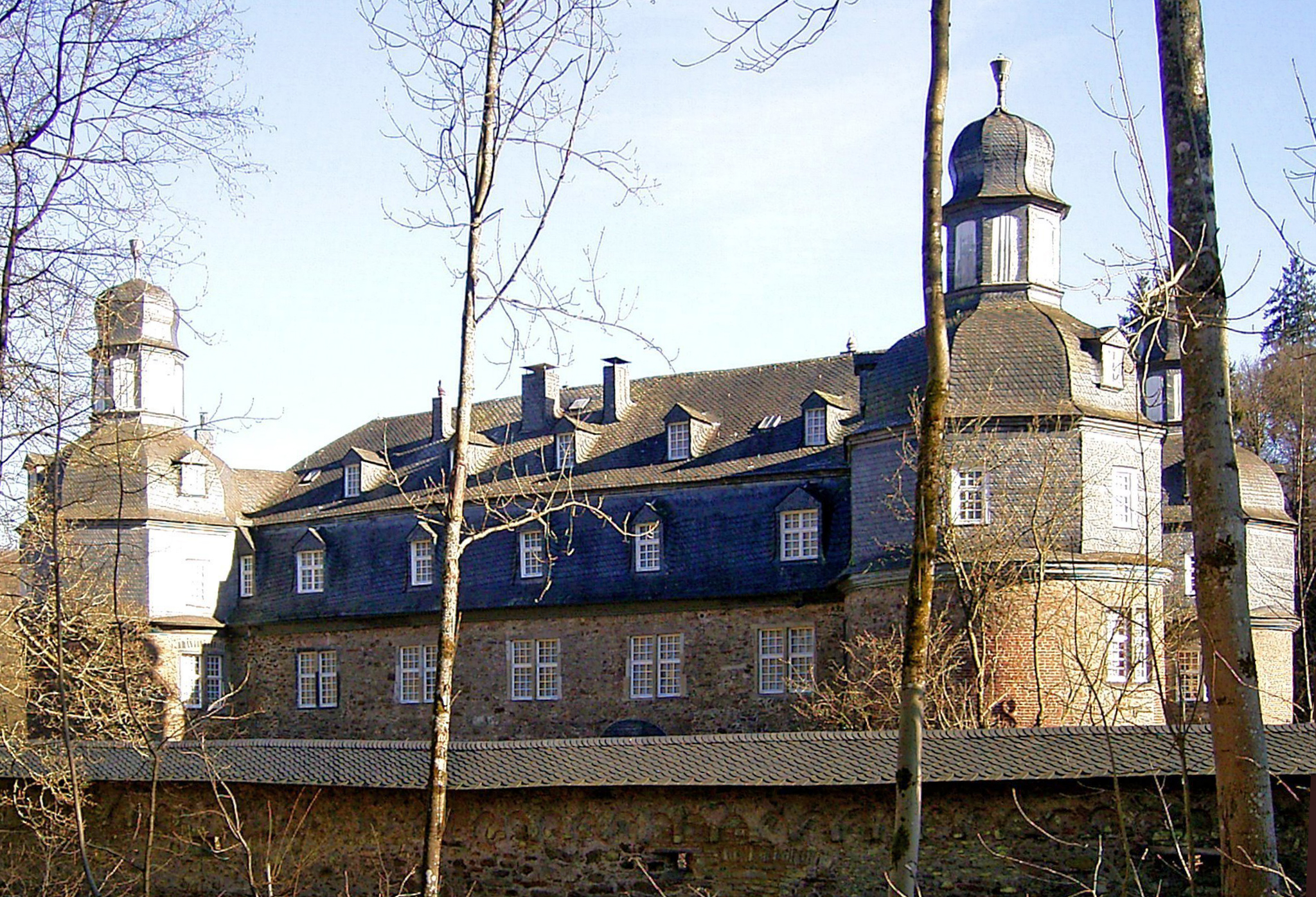
Schloss Crottorf bei Friesenhagen
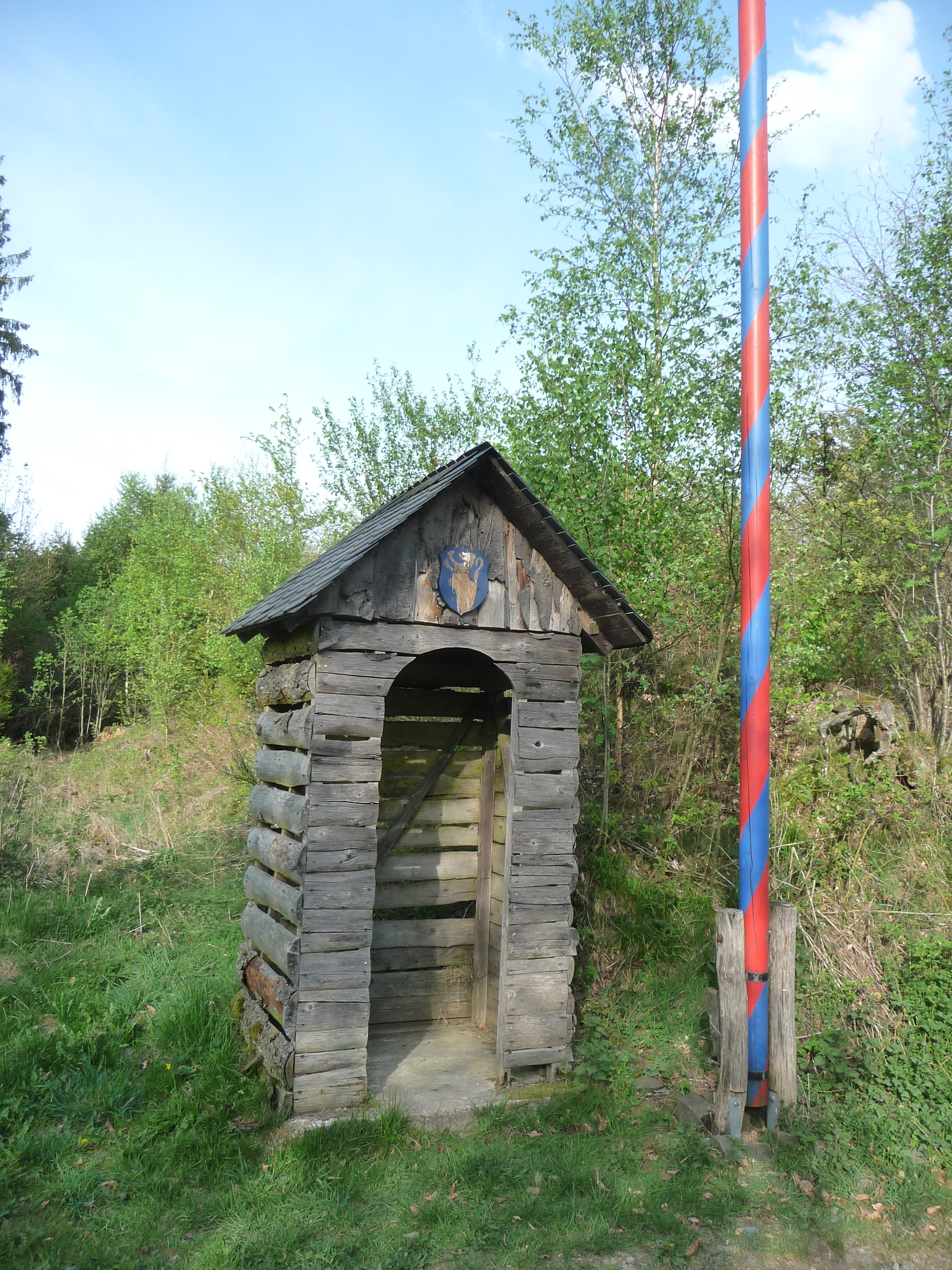
„Holzklauer Schlag“

### Ortschaften am Weg
Entlang des Siegerland-Höhenrings durchquert der Weg zwölf Ortschaften und führt an rund 70 weiteren direkt oder mittelbar vorbei.
| von Norden beginnend, im Uhrzeigersinn | von Norden beginnend, im Uhrzeigersinn | von Norden beginnend, im Uhrzeigersinn |
| innerhalb | durchquert                             | außerhalb                              |
| --- | -------------------------------------- | -------------------------------------- |
| Burgholdinghausen |                                        | Welschen Ennest                        |
| Müsen |                                        | Silberg                                |
| Dahlbruch |                                        |                                        |
| Hilchenbach |                                        | Brachthausen                           |
| |                                        | Heinsberg                              |
| Hadem |                                        |                                        |
| Helberhausen |                                        |                                        |
| Oberndorf |                                        |                                        |
| |                                        | Zinse                                  |
| Vormwald |                                        |                                        |
| Grund |                                        |                                        |
| | Ginsberger Heide / Giller              |                                        |
| | Lützel                                 |                                        |
| Sohlbach | (Siedlung Lützel)                      |                                        |
| | Benfe                                  |                                        |
| | Großenbach                             |                                        |
| Walpersdorf |                                        |                                        |
| |                                        | Welschengeheu                          |
| |                                        | Heiligenborn                           |
| Werthenbach |                                        |                                        |
| Hainchen |                                        | Rittershausen                          |
| |                                        | Offdilln                               |
| Gernsdorf |                                        | Dillbrecht                             |
| Rudersdorf |                                        | Fellerdilln                            |
| |                                        | Steinbach                              |
| |                                        | Industriegeb. Kalteiche                |
| | Wasserscheide                          |                                        |
| Würgendorf |                                        | Holzhausen                             |
| Burbach |                                        | Niederdresselndorf                     |
| (Burbach) |                                        | Lützeln                                |
| Gewerbepark Siegerland |                                        | Siegerland-Flughafen                   |
| | Lippe                                  |                                        |
| |                                        | Truppenübungsplatz Daaden              |
| |                                        | Emmertshausen                          |
| Wahlbach |                                        |                                        |
| |                                        | Daaden                                 |
| Altenseelbach |                                        |                                        |
| Struthütten |                                        |                                        |
| | Herdorf                                |                                        |
| |                                        | Sassenroth                             |
| |                                        | Grünebach                              |
| | Offhausen                              |                                        |
| |                                        | Herkersdorf                            |
| Katzenbach |                                        |                                        |
| | Kirchen                                |                                        |
| | Freusburg                              | Wehbach                                |
| | Niederfischbach                        | (Fischbacherhütte)                     |
| |                                        | Langenbach                             |
| Oberasdorf |                                        |                                        |
| Plittershagen |                                        | Löcherbach                             |
| | Hofgut Stöcken                         | (Löcherbach)                           |
| | Oberstöcken                            |                                        |
| |                                        | Obersolbach                            |
| |                                        | Mittelsolbach                          |
| |                                        | Niedersolbach                          |
| | Friesenhagen                           |                                        |
| | Crottorf                               | Schloss Crottorf                       |
| |                                        | Unterweidenbruch                       |
| |                                        | Weierseifen                            |
| |                                        | Schlade                                |
| |                                        | Römershagen                            |
| Burg Wildenburg |                                        |                                        |
| (Wildenburg) |                                        |                                        |
| | (Wildenburg Bahnhof)                   |                                        |
| Heiligenborn |                                        |                                        |
| Hühnerkamp |                                        |                                        |
| | Löffelberg                             |                                        |
| Bockseifen |                                        | Hünsborn                               |
| Bühl |                                        |                                        |
| Industriegeb. Wilhelmshöhe |                                        |                                        |
| Oberholzklau |                                        |                                        |
| Meiswinkel |                                        |                                        |
| Oberhees |                                        |                                        |
| |                                        | Altenhof                               |
| |                                        | Girkhausen                             |
| Osthelden |                                        | Schönau-Altenwenden                    |
| Bockenbach |                                        | (Altenwenden)                          |
| Eichen |                                        |                                        |
| Krombach |                                        | Scheiderwald                           |
| (Krombach) |                                        | Altenkleusheim                         |
| (Krombach) |                                        | Neuenkleusheim                         |
| Littfeld |                                        | Kruberg                                |
| |                                        | Rahrbach                               |
| Kursive Ortsnamen (in Klammern) sind Doppelnennungen, auch wenn es sich bei dabei um einen Teil des Ortes handelt. Kursive Ortsnamen ohne Klammern bezeichnen sehr kleine Orte. |                                        |                                        |

### Extrempunkte
Der nördlichste Punkt der Wegführung liegt in der Nähe der Littfequelle auf dem Gebiet von Kirchhundem-Welschen Ennest, der östlichste und zugleich höchste Punkt am Jagdberg in der Stadt Netphen. Der südlichste Punkt des Siegerland-Höhenrings befindet sich im Burbacher Ortsteil Lippe und der westlichste unweit des zu Friesenhagen gehörenden Wasserschlosses Crottorf.

## Markierung
Als Wegzeichen wird vom Sauerländischen Gebirgsverein (SGV) für den Bezirkswanderweg eines SGV-Bezirks ein auf der Spitze stehendes Quadrat (ugs. „Raute“) verwandt. Dieses kann als Zusatz die Ziffer „1“ tragen, um die Markierung von solchen gleicher Art zu unterscheiden.

## Geographische und kulturelle Besonderheiten
Der Siegerland-Höhenring verläuft entlang der Ruhr-Sieg-Wasserscheide, die in Südwestfalen und an der Grenze zwischen Sauerland und Wildenburger Land zugleich das Isoglossenbündel aus Benrather und Uerdinger Linie abbildet, um (im Uhrzeigersinn) anschließend auf die Sieg-Eder-Wasserscheide und die Sieg-Lahn-Wasserscheide zu wechseln, die im Kreis Siegen-Wittgenstein und an der Grenze zu Hessen fast identisch mit der St. Goarer Linie (Grenze der hochdeutschen Lautverschiebung „dat“–„das“) sind. Die St. Goarer Linie wird hierbei in Richtung Wittgenstein und Hessen zweimal überschritten.